# Tomer Salzman
Tomer Salzman (hebräisch תומר זלצמן; * 19. Juli 1999) ist ein israelischer Cross-Country-Mountainbiker.

## Sportlicher Werdegang
Salzman stammt aus Galiläa und fing im Alter von acht Jahren mit Mountainbikefahren an, was er in den Wäldern der Umgebung üben konnte. In Kindheit und Jugend gewann er regelmäßig die israelischen Meisterschaften seiner Altersklasse. 2017 wurde er Landesmeister bei den Junioren, im selben Jahr Fünfter der Mountainbike-Europameisterschaften, das beste Resultat, das je ein israelischer Fahrer erzielt hatte; bei den Mountainbike-Weltmeisterschaften 2017 wurde er Zwölfter seiner Altersklasse.
2021 gewann Salzman erstmals die israelischen Meisterschaften, sowohl im olympischen Cross-Country (XCO) als auch im Shorttrack (XCC). Außerdem wurde er, in seinem letzten U23-Jahr, erneut Fünfter der Europameisterschaften und Neunter der Weltmeisterschaften. In den folgenden Jahren gewann Salzman weitere Landesmeisterschaften im olympischen Cross-Country (2024), Shorttrack (2022, 2023) und im Marathon (2024). Bei den Landesmeisterschaften 2023 erlitt er im Cross-Country-Rennen einen Hitzschlag und wurde ins Krankenhaus gebracht. Im Herbst des Jahres konnte er in 10 Tagen fünf Siege im türkischen Mountainbike-Cup verbuchen, Anfang 2024 gelangen ihm vier Siege in Folge im israelischen Mountainbike-Cup. Ende Mai wurde er vom israelischen Verband für die Olympischen Spiele von Paris nominiert, das er auf dem 29. Platz beendete.
Bei internationalen Wettkämpfen der Elite-Kategorie waren Salzmans beste Ergebnisse ein 29. Platz bei den Europameisterschaften (2024), ein 32. Platz im Weltcup (2024 in Nové Město) sowie ein 39. Platz bei Weltmeisterschaften (2024).

## Erfolge
2017
 Israelischer Meister (Junioren) – Cross-Country XCO
2021
 Israelischer Meister – Cross-Country XCO, Shorttrack XCC
2022
 Israelischer Meister – Shorttrack XCC
2023
 Israelischer Meister – Shorttrack XCC
2024
 Israelischer Meister – Cross-Country XCO, Marathon XCM